# Crise nigerina de 2023
Em 26 de julho de 2023, ocorreu um golpe de Estado no Níger, no qual a guarda presidencial do país deteve o presidente Mohamed Bazoum, e o comandante da guarda presidencial, General Abdourahamane Tchiani, se proclamou líder de uma junta militar.
Em 30 de julho de 2023, a Comunidade Econômica dos Estados da África Ocidental (CEDEAO) deu aos líderes do golpe no Níger um prazo de uma semana para devolver o poder a Bazoum, sob risco de enfrentar sanções internacionais e intervenção militar. O prazo do ultimato expirou em 6 de agosto, e a CEDEAO ordenou a ativação imediata de sua força de prontidão em 10 de agosto. Vale mencionar que a CEDEAO já interveio anteriormente na Gâmbia para restaurar a democracia após a crise constitucional de 2016–2017.
Nigéria, Benim, Senegal e Costa do Marfim prometeram contribuir com tropas militares no caso de uma intervenção liderada pela CEDEAO contra a junta, enquanto as juntas militares de Burkina Faso e Mali ameaçaram se juntar à intervenção militar do lado do Níger se ela fosse lançada.
Embora existam atualmente 4,3 milhões de pessoas no Níger que necessitem de assistência, incluindo acesso a alimentos, medicamentos e itens essenciais, de acordo com as Nações Unidas, a expectativa é que esse número aumente à medida que as sanções internacionais entrem em vigor e o fechamento do espaço aéreo pela junta torne mais complexos os esforços para fornecer ajuda humanitária ao país.

## Antecedentes
No dia 26 de julho, a presidência do Níger divulgou que os guardas presidenciais, liderados pelo general Abdourahamane Tchiani, estavam participando de uma "manifestação antirrepublicana". O presidente Mohamed Bazoum e sua família foram detidos no Palácio Presidencial em Niamey, juntamente com o ministro do Interior Hamadou Souley. O golpe foi liderado por Tchiani, a quem Bazoum tinha planos de substituir de sua posição. Fontes próximas a Bazoum afirmaram que ele decidiu sobre a substituição de Tchiani em uma reunião de gabinete em 24 de julho de 2023, devido às tensões entre os dois. O palácio e os ministérios adjacentes foram cercados por veículos militares, e apoiadores civis de Bazoum que tentaram se aproximar do palácio foram dispersados pela Guarda Presidencial com tiros, resultando em um ferido. Inicialmente, unidades militares leais a Bazoum cercaram o complexo.
À noite, o coronel-major Amadou Abdramane da Força Aérea anunciou na televisão estatal que o presidente Bazoum tinha sido destituído do poder. Ele também revelou a criação do Conselho Nacional para a Salvaguarda da Pátria, devido à deterioração da situação de segurança e à má governança. O anúncio incluiu o anúncio dissolução da constituição do país, a suspensão das instituições estatais, o fechamento das fronteiras e um toque de recolher nacional das 22h00 às 05h00, no horário local. Ele também alertou contra qualquer tentativa de intervenção estrangeira. Além disso, todas as atividades dos partidos políticos no país foram suspensas até segunda ordem. Posteriormente, todas as atividades dos partidos políticos no país foram suspensas até segunda ordem.
Apesar da detenção, Bazoum até agora se recusou a renunciar. Hassoumi Massaoudou, seu ministro das Relações Exteriores, disse à France 24 que o "poder legal e legítimo" do país ainda estava nas mãos do presidente. Massaoudou declarou-se chefe de Estado interino e instou à resistência contra o golpe. No entanto, a liderança das forças armadas nigerinas declarou seu apoio ao golpe, com o objetivo de proteger o presidente e evitar "um confronto mortal".
Em 28 de julho, o general Tchiani proclamou-se presidente da junta, afirmando ter deposto Bazoum para evitar "deterioração da situação de segurança" do país e acusando-o de encobrir a situação do país. Tchiani não deu um cronograma para o retorno ao governo civil.

### CEDEAO
A Comunidade Econômica dos Estados da África Ocidental (CEDEAO) é uma organização regional que abrange quinze países da África Ocidental, cobrindo uma área de 5 114 162 km² e com uma população estimada em mais de 387 milhões em 2019. Fundada em 1975, a CEDEAO tem como objetivo alcançar a autossuficiência coletiva para seus estados membros, promovendo a cooperação política e econômica. Seu objetivo é criar um único e amplo bloco comercial que possa beneficiar a região como um todo.
A CEDEAO também desempenha um papel importante como uma força de manutenção da paz na região. Seus estados membros ocasionalmente enviam forças militares conjuntas para intervir nos países membros do bloco em momentos de instabilidade política. Nos últimos anos, ocorreram intervenções na Costa do Marfim em 2003, Libéria em 2003, Guiné-Bissau em 2012, Mali em 2013 e Gâmbia em 2017.

### Situação de segurança no Níger
Os Estados Unidos, a França e muitos outros países e grupos estiveram envolvidos no Níger por causa da insurgência islâmica no Sahel, que por sua vez desencadeou a insurgência jihadista no Níger liderada pela Al-Qaeda, Estado Islâmico e Boko Haram. Os EUA, França e a Turquia tiveram bases militares no país. Em 2022, o Níger tornou-se um centro de operações antiterroristas da França após sua saída do Mali e Burkina Faso, após uma série de golpes militares e aumento do sentimento antifrancês que acabaram por abrir caminho para a influência russa e a entrada do Grupo Wagner na região. Ao mesmo tempo, também abriu caminho para a influência turca na região.

## Linha do tempo

### 29 de julho
A junta militar acusou a CEDEAO, por meio de um comunicado lido pelo Coronel-Major Amadou Abdramane no canal Tele Sahel, de que a mesma estava planejando aprovar "um plano de agressão contra o Níger por meio de uma intervenção militar iminente em Niamey, apoiada por certos países ocidentais". A junta emitiu um alerta sobre sua "forte determinação" em defender o país contra tal ação. Eles afirmaram que esse era o suposto objetivo da cúpula da CEDEAO convocada para o dia seguinte.
O Conselho de Paz e Segurança da União Africana emitiu um ultimato, declarando que se os soldados não "retornassem imediata e incondicionalmente aos quartéis e restaurassem a democracia constitucional dentro de um prazo máximo de quinze dias", o bloco se veria compelido a adotar "as medidas necessárias, incluindo medidas punitivas contra os responsáveis".

### 30 de julho

#### Ultimato e sanções da CEDEAO
Em 30 de julho, a CEDEAO emitiu um ultimato à junta militar do Níger, exigindo que Bazoum fosse reinstaurado na presidência dentro de uma semana. Durante uma Cúpula Extraordinária em Abuja, convocada como resposta ao golpe, o presidente da Comissão da CEDEAO, Omar Touray, leu um comunicado no qual afirmou que, caso as demandas não fossem atendidas, o bloco "tomaria todas as medidas necessárias para restaurar a ordem constitucional na República do Níger", acrescentando que "tais medidas podem incluir o uso da força". Notavelmente, a abordagem da CEDEAO em relação à junta foi significativamente diferente das medidas adotadas em golpes recentes no Mali, Burkina Faso e Guiné, que não envolveram a ameaça de uso da força para restaurar os governos depostos.
A CEDEAO também anunciou a imposição de "sanções imediatas" ao Níger, que incluem o fechamento das fronteiras terrestres e aéreas, o estabelecimento de uma zona de exclusão aérea para todos os voos comerciais de e para o Níger, além da suspensão de todas as transações comerciais e financeiras entre a CEDEAO e o Níger. Também, os ativos das empresas estatais do Níger foram congelados pelo Banco Central da CEDEAO, levando ao cancelamento de uma emissão de títulos de 30 bilhões de francos CFA (US$ 51 milhões).

#### Manifestações pró-golpe em Niamey
Numa marcha a pedido de Tchiani e organizada pelo Movimento M62, que anteriormente se opunha ao governo de Bazoum e à Operação Barkhane e apoiava a invasão russa da Ucrânia, milhares de nigerinos reuniram-se na Place de la Concertation de Niamey, em frente a Assembleia Nacional. A marcha foi até a Embaixada da França carregando bandeiras do Níger e da Rússia, com slogans como "Abaixo a França, fora Barkhane, não nos importamos com a CEDEAO, a União Européia e a União Africana!", "Prenda os ex-dignitários para devolver os milhões roubados" e "Abaixo a França, viva Putin!". Os manifestantes também pediram uma intervenção imediata do Grupo Wagner. Durante a marcha, as entradas das embaixadas francesa e americana foram fechadas. As paredes e portões da embaixada francesa foram incendiados e danificados, enquanto soldados nigerianos e o general Salifou Modi foram vistos instando a multidão a se dispersar pacificamente. A multidão saiu depois que a polícia disparou bombas de gás lacrimogêneo em resposta. Imagens mostraram pessoas sendo colocadas em ambulâncias com as pernas ensanguentadas.
Em resposta ao ataque à sua embaixada, o governo francês alertou que ataques a seus cidadãos, militares, diplomatas e interesses levariam a uma resposta imediata e inegociável.

### 31 de julho
A pedido da CEDEAO, o presidente do Chade, Mahamat Déby, reuniu-se com o general Tchiani e o presidente Bazoum no palácio presidencial em Niamey. A Presidência do Chade divulgou fotos da reunião, marcando a primeira aparição de Bazoum desde o golpe. Enquanto isso, o coronel Abdremane acusou Hassoumi Massaoudou, ainda alegando ser o líder interino substituto de Bazoum, de autorizar um ataque francês ao palácio presidencial para libertar Bazoum. O Ministério das Relações Exteriores da França negou a existência de tais planos.
O ministro do petróleo do presidente Bazoum, Mahamane Sani Mahamadou (filho do ex-presidente Mahamadou Issoufou), o ministro das minas, Ousseini Hadizatou, e o chefe do comitê executivo nacional do PNDS, Foumakoye Gado, foram presos pela junta militar. Isso ocorreu após as prisões do ministro dos transportes, Oumarou Malam Alma, e do ex-ministro da defesa, Kalla Moutari, na semana anterior.
O Banco Central dos Estados da África Ocidental (BCEAO) cancelou uma emissão de títulos planejada de 30 bilhões de francos CFA (US$ 51 milhões).

### 1 de agosto
A junta militar anunciou que reabriu as fronteiras do Níger com a Argélia, Burkina Faso, Mali, Líbia e Chade.

### 2 de agosto
Apagões foram relatados em cidades do Níger, onde a empresa estatal de eletricidade Nigelec culpou a Nigéria pelo corte no fornecimento. Enquanto a Transmission Company of Nigeria se recusou a comentar, uma fonte anônima disse à BBC que o movimento seguiu uma diretiva do presidente Bola Tinubu. O Banco Mundial suspendeu os repasses ao Níger até novo aviso.
Chefes militares dos estados membros da CEDEAO reuniram-se em Abuja, na Nigéria, para discutir a situação no Níger. Ao mesmo tempo, um sinal militar confidencial foi captado pelo Inside Nigeria, dando ordens aos militares nigerianos para nomear unidades para uma operação militar contra o Níger, mobilizar as forças armadas e estabelecer uma zona de exclusão aérea. Horas depois, a Costa do Marfim emitiu um comunicado no qual apoiava as sanções da CEDEAO e anunciava a participação do país na preparação de uma intervenção militar no Níger.
Uma delegação da junta militar nigerina chefiada pelo general Salifou Mody viajou para Bamako, Mali e depois para Ouagadougou, Burkina Faso. Especula-se se eles foram pedir o apoio do Grupo Wagner, que tem presença no Mali.
Em um discurso televisionado, o general Tchiani chamou as sanções impostas ao país de "cínicas e injustas" e disse que elas pretendiam "humilhar" as forças de segurança do Níger e tornar o país "ingovernável". Ele insistiu que seu regime não cederia a tais ameaças e pediu aos cidadãos que defendessem o país.

### 3 de agosto
A CEDEAO enviou outra delegação ao Níger para negociar com a junta, desta vez liderada pelo ex-líder militar nigeriano Abdulsalami Abubakar, o Sultão de Sokoto, Muhammadu Sa'ad Abubakar, e Omar Touray, presidente da Comissão da CEDEAO. Abdel-Fatau Musah, Comissário da CEDEAO para os Assuntos Políticos, a Paz e a Segurança disse que "A alternativa militar é a última opção sobre a mesa, o último recurso, mas temos de nos preparar para a eventualidade". No entanto, os delegados não conseguiram se reunir com o general Tchiani ou outros membros da junta e partiu no mesmo dia.
Outra manifestação pró-golpe foi realizada na Praça da Independência de Niamey por ocasião do 63º Dia da Independência do Níger. Desta vez, as forças de segurança bloquearam as estradas que levam às embaixadas da França e dos Estados Unidos para evitar ataques e vandalismo.
A ministra de negócios estrangeiros do Senegal, Aïssata Tall Sall, e a sua homóloga do Benim, Shegun Adjadi Bakari, confirmaram que os seus países participariam de uma intervenção militar no Níger se aprovada pela CEDEAO.
A junta militar bloqueou a France 24 e a Radio France Internationale (RFI) no Níger, como acontecera meses antes em Mali e Burkina Faso. A France 24 era seguida semanalmente por um quarto da população nigerina e a RFI era a estação internacional mais seguida no país. A France Médias Monde, proprietária das duas redes de mídia, protestou contra a decisão.
A junta também anunciou a retirada do Níger de seus acordos militares com a França, principalmente aqueles que permitem que tropas francesas fiquem no país e que regulam o status de militares que lutam contra o jihad islâmico em solo nigeriano. Em um anúncio separado, após o fracasso das negociações de paz, a junta ordenou a retirada dos embaixadores do Níger na França, Nigéria, Togo e Estados Unidos. Em resposta, a França disse que tomou nota das ações da junta, mas lembrou-os de que os acordos foram assinados entre autoridades "legítimas".
Num artigo de opinião publicado no The Washington Post, Bazoum, autodenominado "refém", apelou aos EUA e à comunidade internacional para restaurar a ordem constitucional no Níger, alertando que o golpe teria consequências domésticas e internacionais devastadoras.

### 4 de agosto
A junta suspendeu o toque de recolher imposto em 26 de julho.
O presidente Bola Tinubu solicitou ao Senado da Nigéria que autorizasse uma intervenção no Níger. Imagens revelaram que nos últimos dias as tropas nigerianas se acumularam na fronteira com o Níger.
Um ex-conselheiro do presidente Bazoum disse à CNN que cerca de 130 funcionários do governo eleito foram presos desde o golpe, enquanto muitos outros estavam escondidos.
Os Estados Unidos anunciaram que estavam suspendendo "certos programas de assistência externa que beneficiam o governo do Níger", mas esclareceram que não incluiriam assistência humanitária e alimentar, bem como operações diplomáticas e de segurança para proteger o pessoal dos EUA.
Burkina Faso elevou o nível de alerta de suas forças armadas para "estado de guerra".
Jihadistas pertencentes ao Estado Islâmico atacaram um comboio de soldados do Mali que estava indo em direção ao Níger, causando 20 baixas.

### 5 de agosto
Surgiram relatos de que a junta, por meio do general Salifou Mody, havia pedido formalmente assistência ao Grupo Wagner durante sua visita ao Mali.
Depois de se encontrar com o primeiro-ministro de Bazoum, Ouhoumoudou Mahamadou, em Paris, a ministra das Relações Exteriores da França, Catherine Colonna, anunciou o apoio do país a uma intervenção da CEDEAO no Níger, sem especificar se forneceria apoio militar.
O Senado nigeriano rejeitou o pedido do presidente Tinubu para autorizar a intervenção militar no Níger, solicitando que resolva 3a crise por meios mais diplomáticos e a "agir com cautela". No entanto, a Constituição da Nigéria ainda permite que o presidente envie tropas para o exterior sem a aprovação do Senado se o presidente acreditar que a segurança nacional está sob "ameaça ou perigo iminente". Um grupo de senadores representando regiões próximas ou fronteiriças ao Níger declarou sua oposição à intervenção militar.
O Chade anunciou que não participará de uma intervenção militar liderada pela CEDEAO contra a junta.

### 6 de agosto
O prazo de uma semana dada para a junta militar devolver o poder a Bazoum ou enfrentar uma intervenção militar expirou sem que a CEDEAO cumprisse sua ameaça.
Em Niamey, cerca de 30 000 pessoas juntaram-se a uma manifestação pró-junta no Stade Général Seyni Kountché, que também contou com a presença do general Mohamed Toumba, membro da junta.
O presidente argelino Abdelmadjid Tebboune expressou sua oposição a qualquer intervenção militar, afirmando que tais ações poderiam "desencadear conflitos em toda a região do Sahel".
A junta deu à França 30 dias para desocupar o Níger, conforme o Acordo de Cooperação Técnica Militar de 1977.
A junta fechou novamente o espaço aéreo do país, citando a ameaça de intervenção militar, com o porta-voz Coronel Abdremane afirmando que houve um pré-posicionamento de forças em dois países da África Central, que ele não identificou. Também acusou uma "potência estrangeira" de estar preparando "um ataque" ao país em coordenação com a CEDEAO.
Os militares nigerinos começaram a trazer reforços para Niamey em antecipação a uma invasão, com um comboio de cerca de 40 caminhonetes chegando ao anoitecer.

### 7 de agosto
O ministro das Relações Exteriores da Itália, Antonio Tajani, pediu à CEDEAO que estenda o prazo do ultimato.
Mali e Burkina Faso anunciaram planos de enviar delegações ao Níger para "expressar solidariedade" com a junta.
Simon Ekpa, o líder finlandês de um autoproclamado governo biafrense no exílio, disse que apoiaria a junta nigerina e seus aliados em caso de intervenção da CEDEAO.
A CEDEAO anunciou planos para realizar uma cúpula em 10 de agosto para discutir seus próximos passos na situação no Níger.
Uma delegação conjunta composta por funcionários da CEDEAO, das Nações Unidas e da UA tentou manter conversações com a junta, mas foi-lhe negada a entrada. Em resposta, a Nigéria anunciou sanções adicionais destinadas a indivíduos envolvidos no golpe através do Banco Central Nigeriano. A vice-secretária de Estado interina dos EUA, Victoria Nuland, reuniu-se com o membro da junta e chefe do Estado-Maior General Moussa Salaou Barmou em Niamey durante duas horas para oferecer ajuda dos EUA na restauração do governo constitucional, mas indicou que a junta não aceitava a ideia, acrescentando que as conversas eram "extremamente francas e às vezes bastante difíceis". A junta também não permitiu que ela se encontrasse com o presidente Bazoum e o descreveu ele como em "prisão domiciliar virtual".
A junta nomeou o economista Ali Lamine Zeine como o novo primeiro-ministro. Zeine atuou como ministro das Finanças até 2010 e mais tarde trabalhou no Banco Africano de Desenvolvimento.

### 8 de agosto
Uma delegação conjunta composta por funcionários da CEDEAO, das Nações Unidas e da UA tentou realizar conversas com a junta, mas foi impedida de entrar. Em resposta, a Nigéria anunciou sanções adicionais dirigidas aos indivíduos envolvidos no golpe por meio do Banco Central da Nigéria.
Um oficial não identificado do governo nigerino afirmou que a Nigéria pode fornecer mais da metade dos 25 000 soldados para uma invasão do Níger.
O secretário de Estado dos EUA, Antony Blinken, disse que Washington apoia os esforços da África Ocidental para restaurar a ordem constitucional no Níger. Em uma entrevista separada com a BBC, Blinken também disse que, embora os EUA não acreditem que o golpe nigerino tenha sido instigado pela Rússia ou pelo Grupo Wagner, eles tentaram tirar vantagem disso, alertando que consequências adversas que se seguiriam à entrada do Grupo Wagner.

### 9 de agosto
O secretário de Estado dos EUA, Antony Blinken, disse que conversou com Bazoum, exigiu sua libertação da prisão e expressou apoio a uma "resolução pacífica" para a crise no Níger.
Rhissa Ag Boula, ex-líder do grupo rebelde Frente de Libertação de Aïr e Azaouak (FLAA), que participou de duas rebeliões do povo tuaregue nas décadas de 1990 e 2000, acusou a junta de orquestrar uma "tragédia" e anunciou a formação de um Conselho de Resistência para a República (CRR), que visa derrubar a junta e reconduzir Bazoum ao cargo. Ele também disse que apoiar a intervenção internacional da CEDEAO e de outros atores. Outro membro do CRR disse que várias figuras políticas nigerinas se juntaram ao grupo, mas se recusaram virem a tona publicamente por razões de segurança.
Uma declaração do partido político de Bazoum, PNDS-Tarayya, disse que ele e sua família estão sem eletricidade e água a uma semana e só sobraram alimentos secos e enlatados para comer.
Os ministros das Relações Exteriores de Mali e Burkina Faso emitiram uma carta conjunta à ONU e à UA, pedindo ao Conselho de Segurança da ONU e ao Conselho de Paz e Segurança da UA que impeçam qualquer ação militar contra o Níger.
A junta acusou a França de libertar 16 "elementos terroristas" que mais tarde lançaram um ataque a uma unidade da Guarda Nacional em Bourkou Bourkou, a 30 quilômetros (19 mi) da mina de ouro Samira Hill na região de Tillabéri. Também acusou a França de enviar uma aeronave militar para violar o espaço aéreo nigerino como parte de um plano mais amplo para desestabilizar o país. O Ministério das Relações Exteriores da França negou as alegações e a veracidade do ataque, insistindo que a entrada do avião fazia parte de um acordo anterior com as forças nigerinas.
Sanusi Lamido Sanusi, ex-emir de Kano e governador do Banco Central da Nigéria, que também é um reverenciado líder espiritual islâmico sufi na região, visitou o Níger e se encontrou com o general Tchiani. Nenhuma informação da reunião foi emitida.
Outra reunião entre a missão conjunta da CEDEAO, ONU e UE com a junta foi adiada depois que esta disse que não era o momento certo para encontrá-los.

### 10 de agosto
A junta declarou um novo governo, nomeando 21 ministros liderados pelo primeiro-ministro Zeine em um anúncio na televisão estatal feito pelo "secretário-geral do governo" Mahamane Roufai Laouali. Três generais integrantes do CNSP foram nomeados para chefiar os ministérios do Interior, da Defesa e dos Esportes.

#### Cúpula da CEDEAO
A CEDEAO realizou sua segunda reunião de emergência sobre a situação do Níger em Abuja, com o presidente nigeriano Bola Tinubu reiterando em seu discurso de abertura que o bloco avaliaria soluções para a situação e chamou o golpe de "ameaça" para a África Ocidental. Não ficou claro se havia algum representante de Burkina Faso, Guiné ou Níger. No entanto, o presidente da Mauritânia,  Mohamed Ould Ghazouani, cujo país deixou a CEDEAO em 2000, e o presidente do Burundi, Évariste Ndayishimiye, também compareceram. Após a cúpula, a CEDEAO ordenou a ativação imediata de sua força militar de prontidão com o objetivo de restaurar a ordem constitucional no Níger.

### 11 de agosto
A junta ameaçou matar Bazoum se a CEDEAO realizasse uma intervenção.
Milhares de apoiadores da junta protestaram perto de uma base militar francesa nos arredores de Niamey entoando slogans anti-franceses e agitando bandeiras russas.
Em uma entrevista ao The Guardian, a filha de Bazoum disse que manteve contato telefônico quase diário com membros detidos de sua família a partir de Paris e acrescentou que eles estavam perdendo peso devido à deterioração das condições de saúde.
O presidente da Costa do Marfim, Alassane Ouattara, disse que uma intervenção ocorrerá o mais rápido possível.
O secretário de Estado dos EUA, Antony Blinken, expressou apoio à CEDEAO sem apoiar explicitamente uma intervenção militar. Blinken também reiterou que os Estados Unidos responsabilizariam a junta pela segurança de Bazoum, de sua família e de outros membros detidos de seu governo.
A Rússia alertou a CEDEAO sobre a intervenção militar, alegando que isso resultaria em um "confronto prolongado" e desestabilizaria a região do Sahel.
Uma fonte do governo nigeriano disse que a junta se reuniu com dois enviados do presidente Tinubu em Niamey, mas não revelou os detalhes de sua discussão.
A CEDEAO suspendeu uma reunião militar importante para informar os líderes da organização sobre "as melhores opções" para ativar e implantar a força de prontidão, citando "preocupações técnicas".
Cabo Verde, Estado membro da CEDEAO, anunciou que era contra a intervenção militar, dizendo que era improvável que o país participasse de tal campanha.

### 12 de agosto
O embaixador do Níger em Washington, Mamadou Kiari Liman-Tinguiri, pediu aos Estados Unidos e outros aliados que realizassem uma "missão de resgate" para salvar a vida de Bazoum, alegando que a junta o estava matando de fome.
Uma delegação da junta chefiada pelo general Moussa Salaou Barmou reuniu-se com o líder militar guineense Mamady Doumbouya em Conacri, onde reiterou a solidariedade da sua junta com a do Níger.
Insa Garba Saidou, um ativista pró-junta de Niamey, em contato direto com o governo militar, afirmou que a junta não entraria em negociações com a CEDEAO a menos que fosse reconhecida como o governo legítimo do Níger.
Outra manifestação foi realizada em Niamey por milhares de apoiantes da junta contra a CEDEAO e a intervenção militar no país.
A junta disse que os líderes religiosos locais se reuniram com o governo militar buscando mediar entre ele e a CEDEAO.
Burkina Faso suspendeu o grupo de mídia Omega, uma estação de rádio de propriedade e operada pelo ex-ministro das Relações Exteriores Alpha Barry, por transmitir uma entrevista "insultosa" com o porta-voz nigerino pró-Bazoum, Ousmane Abdoul Moumouni, que criticou a junta e apoiou a restauração do governo de Bazoum. O governo afirmou que a entrevista "claramente" fez campanha por "violência e guerra contra o povo soberano do Níger".
A CEDEAO anunciou planos para enviar uma delegação a Niamey para iniciar negociações com a junta sobre a perspectiva de uma restauração pacífica de Bazoum como presidente.
Devido à deterioração de sua saúde, Bazoum foi visitado por um médico, que deu comida a ele e sua família.

### 13 de agosto
Uma delegação nigeriana disse que a junta estava aberta diplomaticamente para resolver o impasse com a CEDEAO.
A junta anunciou que iria processar Bazoum por "alta traição" e "minar a segurança do país".

### 14 de agosto
O Conselho de Paz e Segurança da UA reuniu-se com o objetivo de receber uma atualização abrangente sobre os acontecimentos no Níger, juntamente com os esforços conjuntos empreendidos para abordar e gerir eficazmente a situação.
Os Estados Unidos e as Nações Unidas expressaram sua preocupação sobre a intenção da junta de processar o ex-presidente Bazoum. Os EUA afirmaram que acreditam que isso poderia aumentar as tensões e prejudicar as chances de uma resolução pacífica para a crise. A porta-voz da ONU, Stephane Dujarric, disse que o plano da junta é “muito preocupante”. A CEDEAO chamou isto de "provocação", afirmando que a junta contradiz sua disposição anterior de negociações e diálogo.
O primeiro-ministro indicado pela junta militar, Zeine, caracterizou as sanções impostas à junta pela CEDEAO como um "desafio injusto". No entanto, ele expressou otimismo em relação à capacidade do país de superar esses desafios.

### 15 de agosto
Uma reunião de líderes e militares de alto escalão do bloco da CEDEAO, na África Ocidental, está programada para acontecer em Acra, Gana, nos dias 17 e 18 de agosto. O propósito é debater possíveis cursos de intervenção para melhorar a atual situação de golpe militar no Níger.
O novo Primeiro-ministro Zeine, indicado pela junta, visitou o vizinho Chade e encontrou-se com o Presidente Mahamat Déby Itno e o Primeiro-ministro Saleh Kebzabo.
O presidente russo, Vladimir Putin, teve uma conversa por telefone com o líder da junta militar do Mali, Assimi Goïta, onde enfatizou que é importante resolver a crise no Níger por meio de "meios políticos e diplomáticos exclusivamente pacíficos".
A Argélia criticou o golpe, mas também se opôs à intervenção militar durante uma visita do ministro das Relações Exteriores argelino, Ahmed Attaf, a Washington. Durante sua reunião com Antony Blinken, o ministro instou os Estados Unidos e a CEDEAO a considerarem as lições aprendidas com a situação na Líbia e a buscar uma solução diplomática para o conflito.
Os moradores de Niamey começaram os preparativos para um recrutamento voluntário em massa de cidadãos com mais de 18 anos para ajudar os militares em caso de invasão. Os organizadores disseram que o processo começará em 19 de agosto, especialmente nas fronteiras com Benim e Nigéria.
A junta militar informou que uma emboscada realizada próximo à fronteira com Burquina Fasso vitimou 17 soldados. No confronto, segundo a junta, 100 agressores jihadistas foram mortos. Este foi o maior ataque desde que o presidente foi deposto, em 26 de julho.

### 16 de agosto
A junta convocou o retorno do embaixador do Níger na Costa do Marfim como resposta à declaração de apoio do presidente Alassane Ouattara a uma intervenção armada contra a junta.

## Evacuação de estrangeiros
Em 1º de agosto, o Ministério das Relações Exteriores da França anunciou que estava se preparando para evacuar seus cidadãos e outros cidadãos europeus a partir daquele dia, citando a agitação em Niamey, o ataque à sua embaixada e o fechamento do espaço aéreo do Níger.
O Ministério da Defesa espanhol disse que evacuaria mais de 70 cidadãos espanhóis no Níger por via aérea.
Em 2 de agosto, foram realizados os primeiros voos de evacuação. Um avião militar italiano transportou 87 evacuados do Níger e pousou em Roma, enquanto 262 evacuados chegaram em um voo de evacuação francês em Paris. No total, 1 079 pessoas foram evacuadas pela França.
O Departamento de Estado dos EUA ordenou a evacuação de funcionários não-emergenciais do governo e seus familiares de sua Embaixada, que permaneceria aberta para "serviços de emergência limitados a cidadãos americanos". O Reino Unido também ordenou uma redução de pessoal em sua embaixada.
Em 11 de agosto, o Ministério das Relações Exteriores da Índia emitiu um comunicado pedindo a todos os "cidadãos indianos cuja presença não é essencial" que deixem o país o mais rápido possível e que aqueles que planejam viajar para o Níger "reconsiderem seus planos de viagem até que a situação se normalize". O Ministério informou em 3 de agosto que cerca de 250 indianos estavam presentes no Níger, dos quais de 10 a 15 já haviam saído, bem como a comunidade estava segura.
Em resposta às evacuações, o Movimento M62 pediu um bloqueio pacífico do Aeroporto Internacional de Niamey até que "forças militares estrangeiras deixem o país".

## Desinformação
Alegações falsas e desinformação foram compartilhadas online, exacerbando as tensões trazidas pela crise.
- Não há evidências de mercenários do Grupo Wagner sendo empregados no Níger. Apesar disso, vários meios de comunicação e usuários de redes sociais alegaram falsamente que as forças do grupo foram supostamente enviadas para Niamey, por meio de um vídeo mal identificado de um Ilyushin Il-76 da Força Aérea Russa pousando no que afirmavam ser o Aeroporto Internacional de Niamey. No entanto, verificadores de fatos da BBC posteriormente identificaram este vídeo como sendo uma filmagem de 2006 gravada em Cartum, no Sudão.[184] Imagens de vídeo antigas de mercenários do grupo na África e na Ucrânia também foram usadas para alegar falsamente que o grupo estava no Níger.[181]
- Começaram a circular falsas alegações de que a junta nigerina ordenou que os militares detivessem cidadãos europeus. Alegou-se que isso foi feito para persuadir as nações ocidentais a retirar suas tropas militares do Níger. A alegação parece ser baseada em uma demanda feita pelo movimento anti-francês e pró-junta M62 para fazer reféns os cidadãos europeus até que as forças estrangeiras se retirem. No entanto, o grupo não fala pela junta, já que o líder da junta, Tchiani, afirmou que os franceses "nunca foram objetivo de menor ameaça" e nada tinham a temer.[181][185]
- Alegações falsas postadas online sugeriram que a junta tinha "com efeito imediato, banido a exportação de urânio para a França". Não há evidências de que a junta o tenha feito.[181][186][187] Uma alegação semelhante foi feita de que Burkina Faso e Mali também estavam proibindo a exportação de urânio, apesar de nenhum dos dois países ter minas de urânio ativas. Além disso, falsas alegações de que os três países (Níger, Mali e Burkina Faso) estavam proibindo todas as exportações de ouro foram amplamente divulgadas.[188]
- Houve reclamações feitas sobre a Argélia, especulando-se que apoiaria a junta no caso de uma invasão estrangeira, de acordo com "meios de comunicação argelinos". Embora a Argélia tenha declarado que se opõe à ação militar, não declarou explicitamente que, caso tal ação fosse tomada, apoiaria a junta.[181]